# Safranbolu (stad)
Safranbolu (voorheen ook wel: Zalifre en Taraklıborlu) is een Turkse stad in de provincie Karabük en is gelegen op 200 kilometer ten noorden van Ankara. De stad telt ruim 30.000 inwoners en ligt op een hoogte van circa 485 meter.
Het oude centrum bevat 1008 monumenten. Hieronder vallen onder meer één museum, 25 moskeeën, vijf tombes, acht historische fonteinen, vijf Turkse baden, drie karavanserais, één historische klokkentoren en één zonnewijzer. Het oude centrum is gelegen in een dal aan de droge zijde van diverse bergen. Moderne uitbreidingen van de stad zijn te vinden op een plateau ten westen van het oude centrum.
De naam van de stad is afgeleid van saffraan, een product dat vroeger veel verhandeld werd in Safranbolu. In 1994 is Safranbolu toegevoegd aan de werelderfgoedlijst van UNESCO.

## Stedenband
- Jelaboega, Rusland.

## Galerij

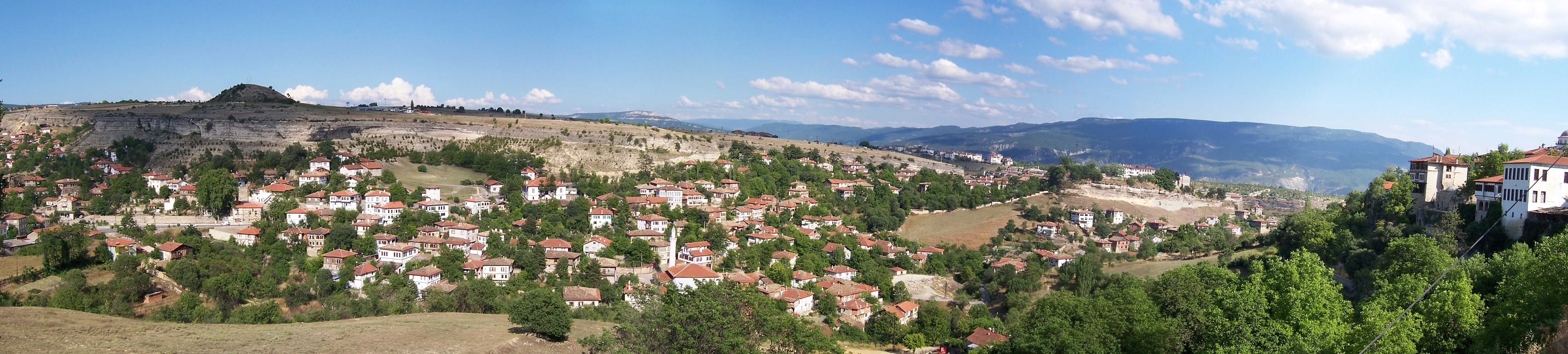
Panorama

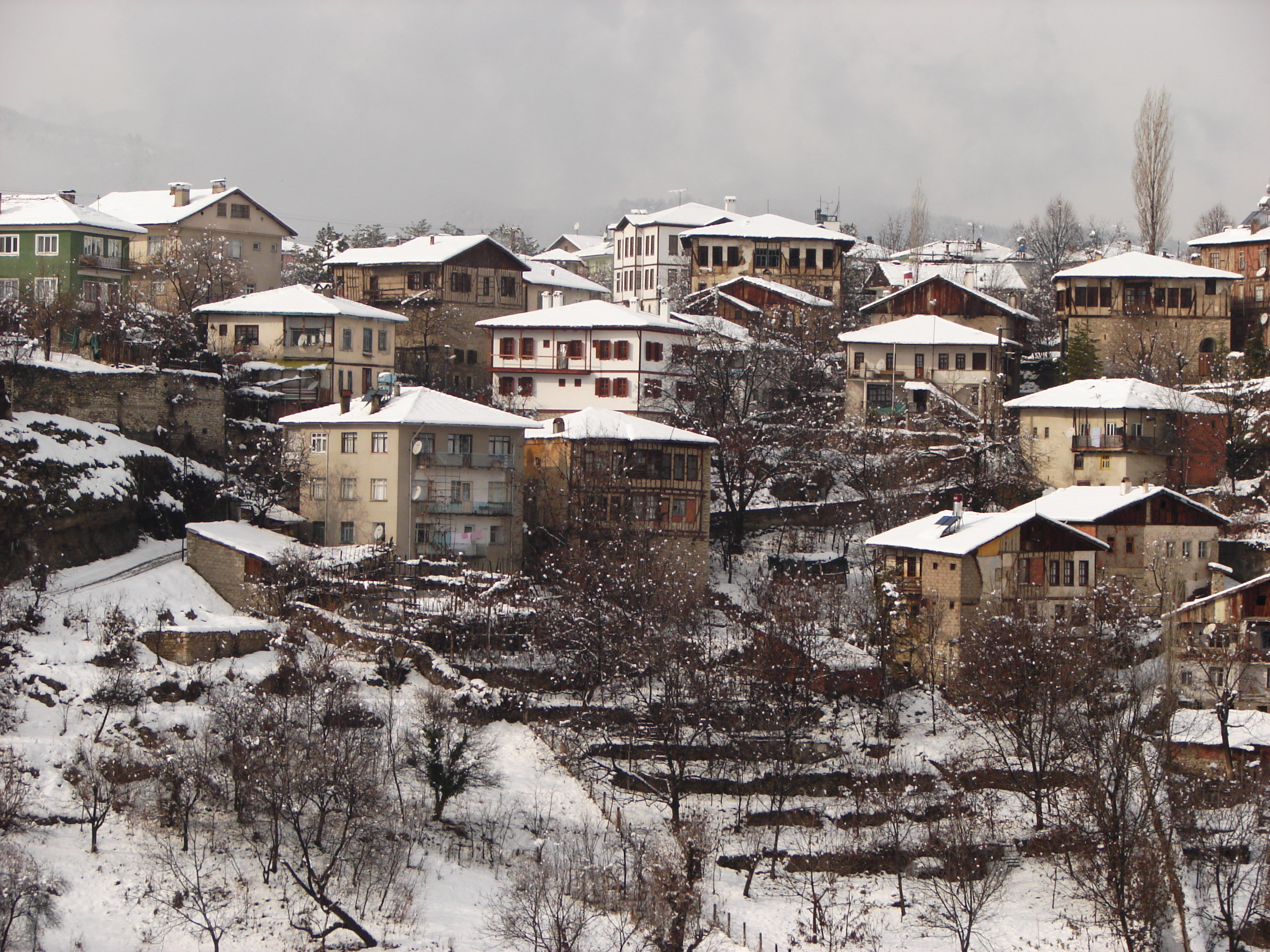
Oude centrum
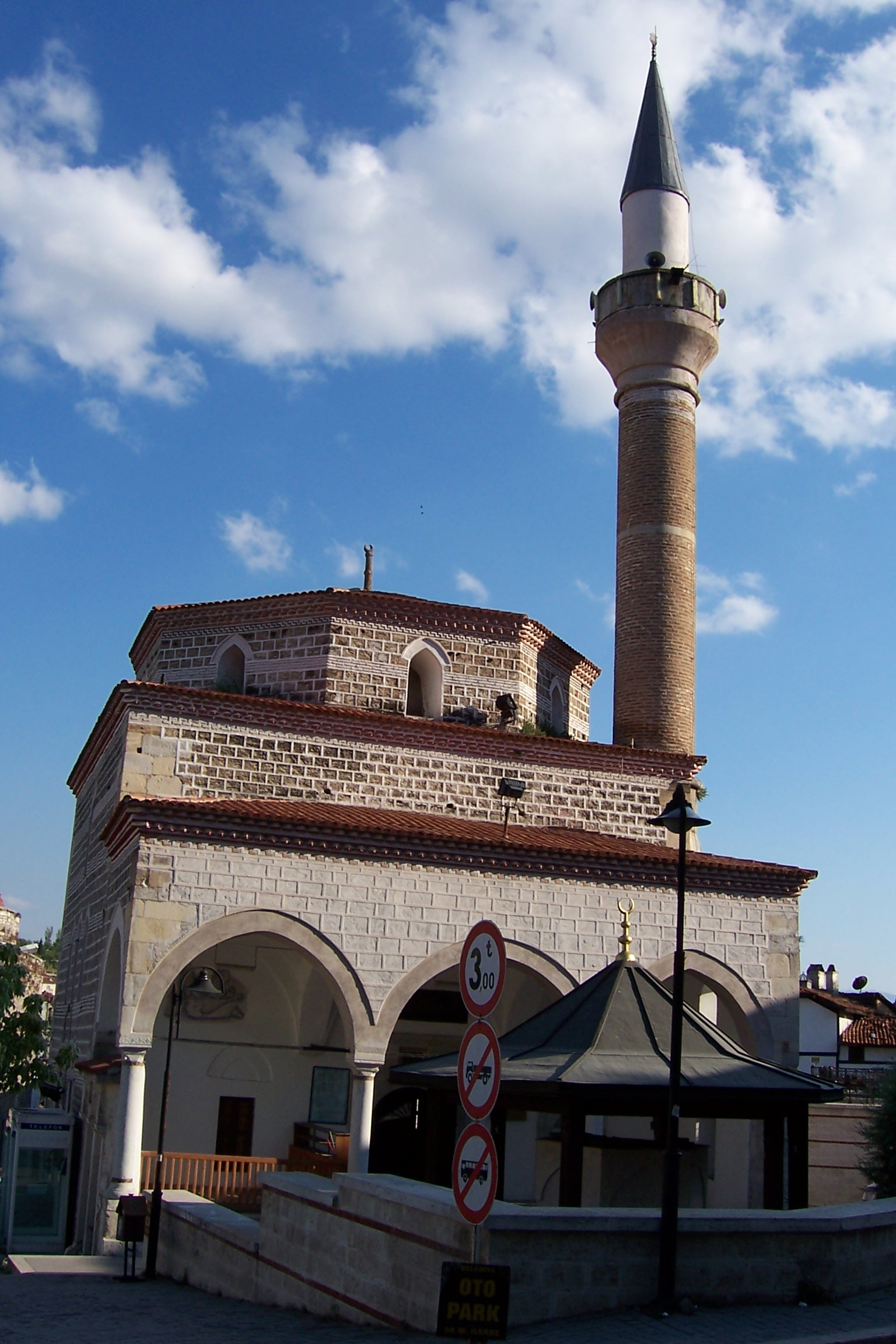
Kazdağlı-moskee
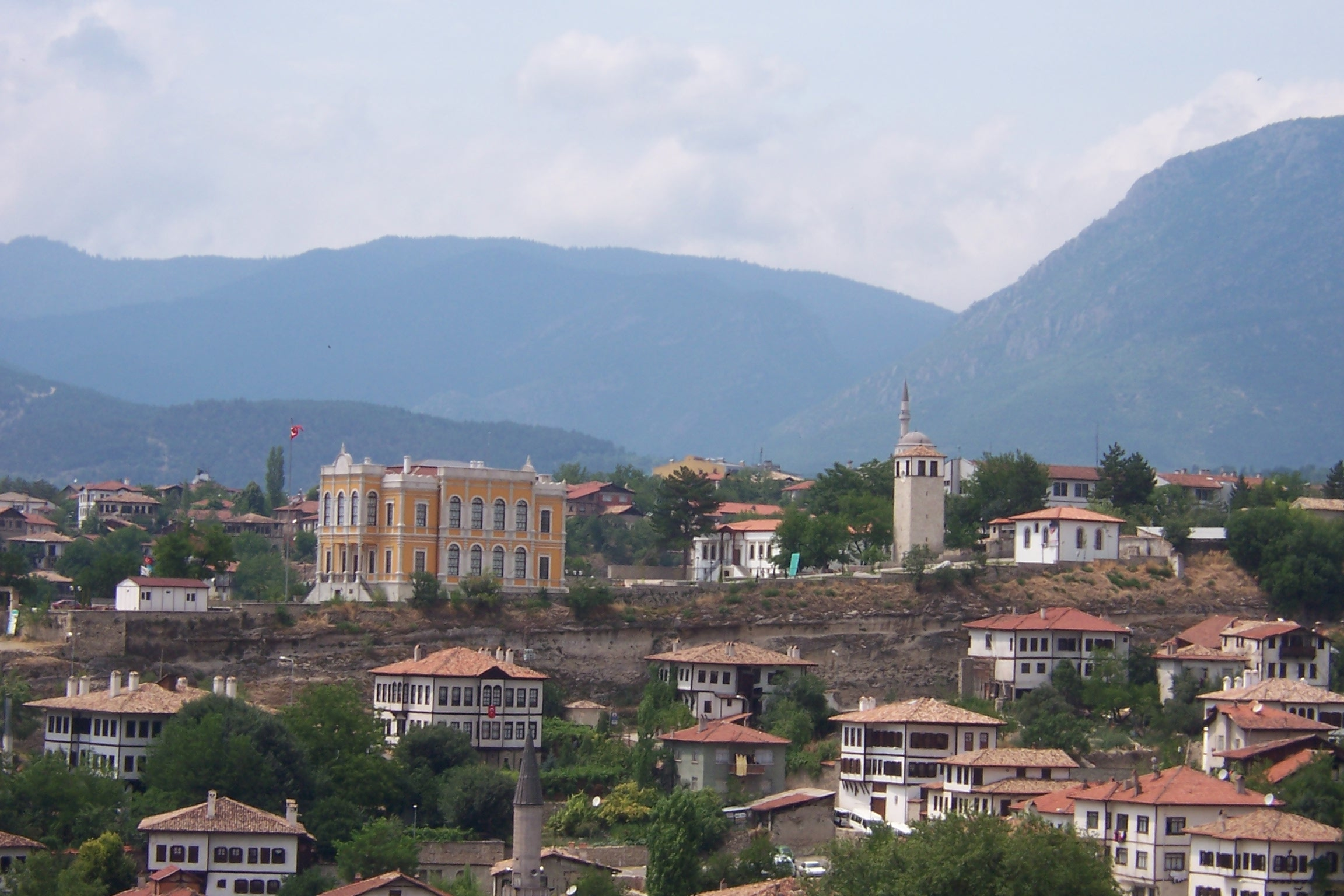
Klokkentoren
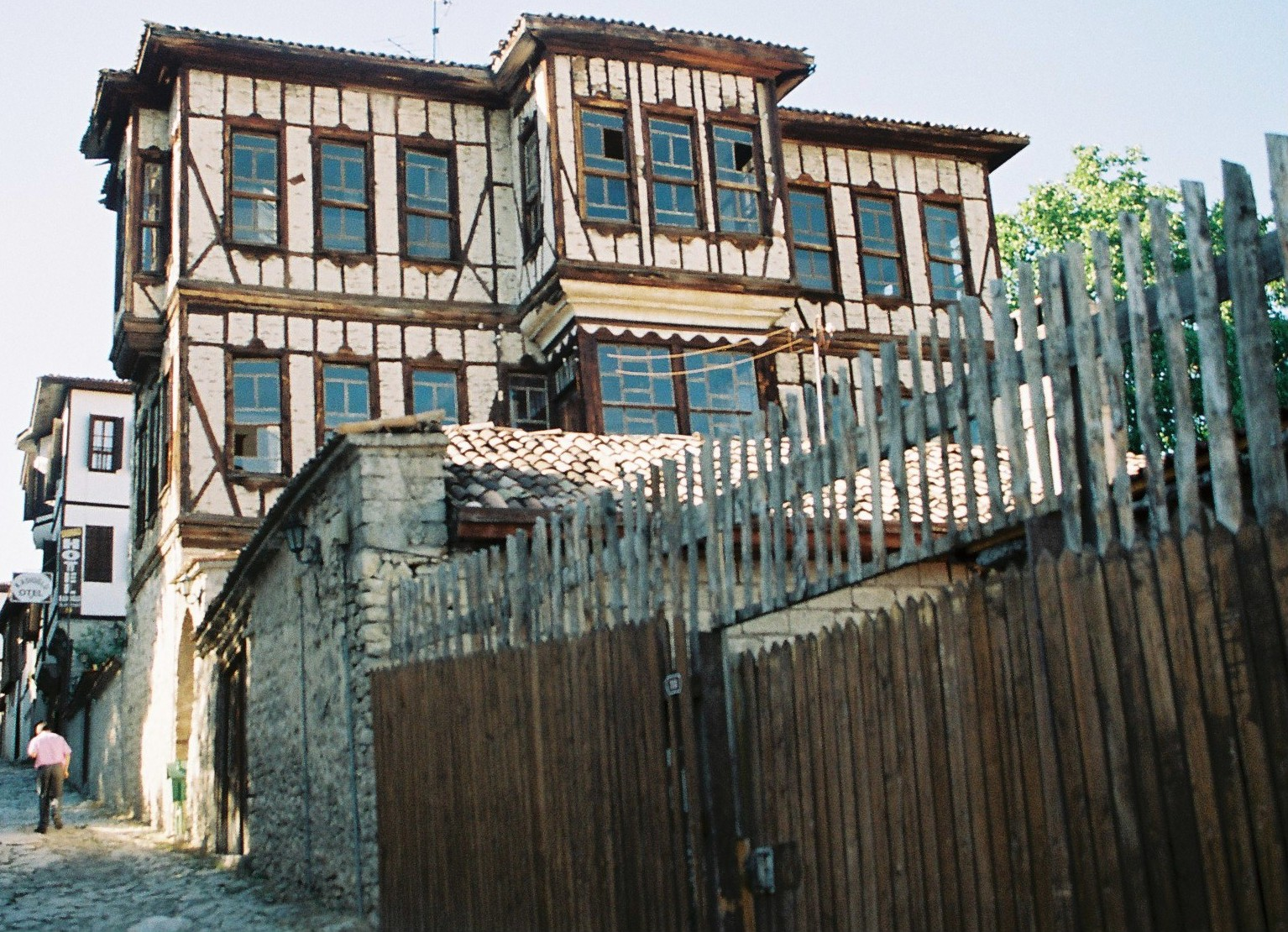
Traditioneel huis

Nationaal park Göreme en de rotsen van Cappadocië ·
Grote Moskee en Hospitaal van Divrigi ·
Historische gebieden van Istanboel ·
Hattusha, hoofdstad van de Hittieten ·
Nemrut Dağı · 
Hierapolis en Pamukkale · 
Xanthos-Letoon ·
Safranbolu ·
Archeologisch Troje ·
Selimiye-moskee en zijn sociaal complex ·
Site van Çatal Hüyük ·
Bursa en Cumalıkızık: de geboorte van het Ottomaanse Rijk ·
Pergamon en zijn veelgelaagde cultuurlandschap ·
Cultuurlandschap van het Fort van Diyarbakır en de tuinen van Hevsel ·
Efeze ·
Archeologische site van Ani·
Aphrodisias ·
Göbekli Tepe ·
Tell van Arslantepe
- Bibliothèque nationale de France: cb137455753 (data)
- Gemeinsame Normdatei: 4210703-9
- Library of Congress Control Number: n96007159
- Nationale Bibliotheek van Tsjechië: ge128437
- Nationale Bibliotheek van Israël: 987007535659405171
- Système universitaire de documentation: 06683872X
- Virtual International Authority File: 123318570